# Anatolij Solonitsyn
Anatolij "Otto" Aleksejevitj Solonitsyn (ryska: Анатолий "Отто" Алексеевич Солоницын), född 30 augusti 1934 i Bogorodsk, Gorkij oblast, död 11 juni 1982 i Moskva, var en sovjetisk skådespelare.
Solonitsyn upptäcktes av Andrej Tarkovskij när denne letade efter någon som kunde spela huvudrollen i hans film Den yttersta domen – livsdramat Andrej Rubljov (1971). Efter detta medverkade Solonitsyn i några av Sovjetunionens mest berömda filmer, till exempel Solaris (1972).
Solonitsyn dog i cancer 1982.